# 미암면
미암면(美巖面)은 대한민국 전라남도 영암군의 면이다. 넓이는 41.7km2이고, 인구는 2011년 3월 31일을 기준으로 1,280세대 2,753명이다.

## 행정 구역
- 남산리
- 두억리
- 미암리
- 선황리
- 신포리
- 신한리
- 채지리
- 춘동리
- 호포리

## 문화재
- 선황산성터